# Trịnh Xuân Thanh
Trịnh Xuân Thanh (* 13. února 1966 Hanoj) je bývalý vietnamský politik a podnikatel, jehož únos z Německa přes Českou republiku a další země do Vietnamu v červenci 2017 vyvolal diskusi o zapojení vietnamských tajných služeb do případu.

## Život
Thanh byl vysokým státním funkcionářem za Komunistickou stranu Vietnamu – v období 2009–2013 vedl státní ropní koncern PetroVietnam, posléze byl poslancem vietnamského parlamentu a pracovníkem ministerstva průmyslu a obchodu.
V červenci 2016 byl vyloučen ze strany a zbaven svého poslaneckého mandátu poté, co vládní inspekce z květnu 2016 odhalila v účetnictví PetroVietnamu deficit v přepočtu přibližně 83 miliard korun. Thanh začal být podezříván z korupce, ačkoli podle něj samotného se jednalo o politicky motivované obvinění; přesto uprchl přes Laos, Thajsko a Turecko do Německa, kde zažádal o politický azyl.

## Únos a odsouzení
Dne 23. července 2017 dopoledne (den předtím, než mělo začít projednávání jeho německého azylu) byl Thanh v berlínském parku unesen neznámymi pachateli a naložen do bílé dodávky s českou poznávací značkou. Automobil pronajal v Praze Vietnamec Long Nguyen Hai, jenž se k podílu na únosu doznal a byl za tento čin německým soudem nepravomocně odsouzen na čtyři roky vězení. Dva dny po únosu byl Thanh už v jiném voze převezen do Bratislavy, kde se ve stejný den konalo jednání vietnamského ministra vnitra Tô Lâma se slovenským protějškem Robertem Kaliňákem.
Únos a zejména úloha slovenského ministra vnitra Kaliňáka v celém případě se stala v létě 2018 předmětem rozsáhlé medializace. Denník N a další slovenská média upozorňovali na různá fakta a nesrovnalosti – zejména na neobvyklost zapůjčení slovenského vládního speciálu zahraniční delegaci a jeho mimořádný let do Prahy, výpovědi některých slovenských policistů o podezřelých Kaliňákových telefonátech před bratislavským vládním hotelem Bôrik a na hrubý nesoulad počtu přiletěvších (4) a odletěvších (12) členů vietnamské delegace.
Viditelně omámený Thanh, jehož museli podpírat dva příslušníci vietnamských tajných služeb, nastoupil do letadla společně s oficiální delegací a letoun následně odletěl do Moskvy. O přelet svého vládního speciálu přes území Polska zažádala slovenská strana s odůvodněním, že na palubě se nachází i sám ministr Kaliňák – ten však zůstal v Bratislavě a s partnerskou delegací se rozloučil už před hotelem. Z Moskvy pak další letoun pokračoval do vietnamského hlavního města Hanoje.
Thanh byl ve Vietnamu zatčen a za finanční machinace a korupci odsouzen na doživotí, přičemž se vzdal práva na odvolání. Podle některých zdrojů vláda Angely Merkelové usiluje o jeho vydání do Německa, přičemž existuje možnost, že kvůli snaze o uzavření obchodní dohody s Evropskou unií vietnamská strana tomuto požadavku vyhoví. Případ vyšetřuje německá, česká i slovenská policie; v srpnu 2018 bylo na Slovensku v souvislosti s vyšetřováním zbaveno mlčenlivosti celkem 44 osob.